# Герб Красновишерского района
Герб Красновишерского района — официальный символ Красновишерского района Пермского края Российской Федерации.
Ныне действующий герб Красновишерского района утверждён решением Земского Собрания Красновишерского муниципального района от 16 февраля 2009 года № 154 «Об утверждении Положений о гербе и флаге Красновишерского муниципального района Пермского края» и внесён в Государственный геральдический регистр Российской Федерации с присвоением регистрационного № 4721.

## Описание герба
В пересеченном червлёно-лазаревом поле серебряный олень с золотыми рогами, поднявший голову и стоящий на выходящей в оконечности золотой скале, во главе сопровождаемый золотым сияющим солнцем (без изображения лица), а в лазури — серебряными ромбами без числа. Щит увенчан золотой короной, соответствующей статусу муниципального образования.

## Символика
- Красновишерский район занимает северо-восточную часть Пермского края, поэтому его жители первыми встречают рассвет, что и отражено в гербе возникающим солнцем.
- Основная фигура герба — олень — красивое, гордое и свободолюбивое животное, указывает, что на территории района находится один из крупнейших в крае заповедников, где обитают дикие животные.
- Скала, на которой стоит олень — символ красивых гор и камней, являющихся объектом туристических маршрутов жителей и гостей района.
- Серебряные ромбы символизируют главное богатство Красновишерского района — природные алмазы, добыча которых ведется промышленным способом.
- Основная река территории — Вишера, показана в гербе лазоревым цветом, а красный цвет придает гербу гласность, указывая на название района: «Красновишерский». Кроме того, красный цвет в геральдике — символ мужества, самоотверженности, труда, жизнеутверждающей силы, праздника, красоты.
- Лазурь — символ чести, славы, преданности, истины, добродетели, чистой воды и неба.
- Серебро символизирует благородство и чистоту помыслов и поступков.
- Золото в геральдике — прочность, величие, интеллект, великодушие, богатство.

## История
Первый герб Красновишерского района был утверждён Решением Земского Собрания Красновишерского района от 12 мая 2000 года № 173 «О гербе Красновишерского района».